# Anillos de Urano

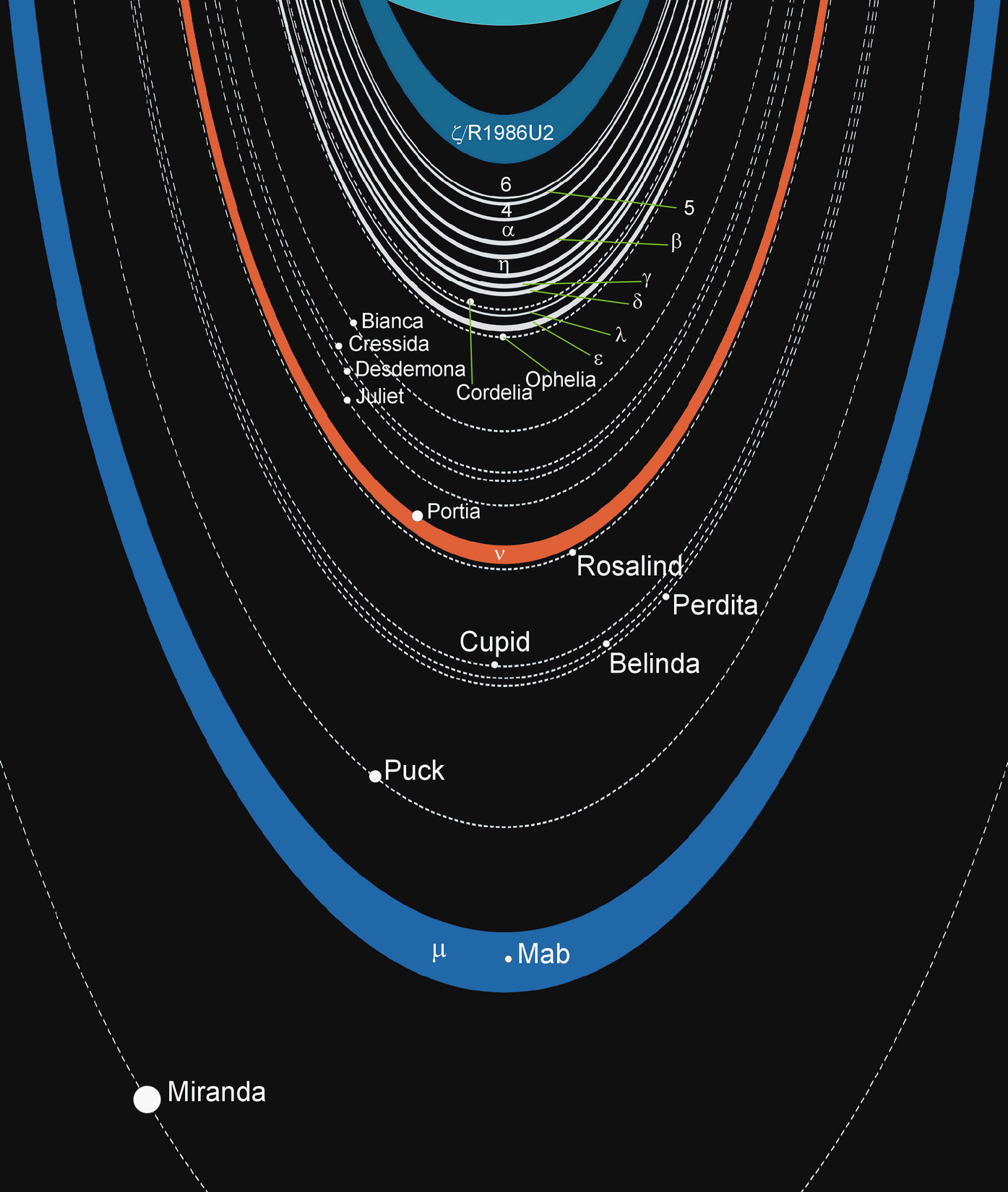
Esquema del sistema de anillos-satélites de Urano. Las líneas continuas indican los anillos. Las discontinuas, las órbitas de sus satélites.

Los anillos de Urano son un sistema de anillos planetarios que rodean dicho planeta. Tienen una complejidad intermedia entre los extensos sistemas de Saturno a los más sencillos que circundan Júpiter y Neptuno. Fueron descubiertos el 10 de marzo de 1977 por James L. Elliot, Edward W. Dunham y Douglas J. Mink. Hace más de 200 años, William Herschel también anunció la observación de anillos, pero los astrónomos modernos se muestran escépticos ante el hecho de que realmente pudiera haberlos observado, ya que son muy oscuros y débiles. Se descubrieron dos anillos más en 1986, en imágenes tomadas por la sonda espacial Voyager 2, y en 2003-2005 se encontraron dos anillos más externos mediante fotografías del telescopio espacial Hubble.
A fecha de 2009, se sabe que el sistema de anillos de Urano consta de trece anillos distintos. En orden creciente de distancia desde el planeta, se designan con la notación 1986U2R/ζ, 6, 5, 4, α, β, η, γ, δ, λ, ε, ν y μ. Sus radios oscilan entre los 38 000 km del anillo 1986U2R/ζ y los 98 000 km del anillo μ. Pueden encontrarse bandas de polvo débiles y arcos incompletos adicionales entre los anillos principales. Los anillos son extremadamente oscuros —el albedo de Bond de las partículas de los anillos no excede el 2 %—. Probablemente están compuestos por hielo de agua con el añadido de algunos compuestos orgánicos oscuros procesados por la radiación.
La mayoría de los anillos de Urano tienen tan solo unos cuantos kilómetros de anchura. El sistema de anillos contiene, en general, poco polvo. Principalmente, están compuestos por cuerpos grandes, de 0.2-20 m de diámetro. No obstante, algunos anillos son ópticamente delgados. Los anillos 1986U2R/ζ, μ y ν, de apariencia ancha y débil, están formados por partículas de polvo, mientras que el anillo λ, estrecho y débil, también contiene cuerpos de tamaño mayor. La relativa carencia de polvo en el sistema de anillos se debe a la resistencia aerodinámica de la parte más externa de la exosfera de Urano, la corona.
Se cree que los anillos de Urano son relativamente jóvenes, de una antigüedad no mayor de 600 millones de años. Probablemente se originaron de los fragmentos de la colisión de varios satélites que existieron en algún momento. Tras la colisión se descompusieron en numerosas partículas que sobrevivieron como anillos estrechos y ópticamente densos en zonas estrictamente confinadas de máxima estabilidad.
Aún no se comprende bien el mecanismo por el que se confinan los anillos estrechos. Al principio se asumía que cada anillo estrecho era pastoreado por un par de satélites cercanos que le daban forma. Pero en 1986 la Voyager 2 descubrió solo uno de esos pares de satélites (Cordelia y Ofelia), sobre el anillo más brillante (ε).

## Descubrimiento y exploración

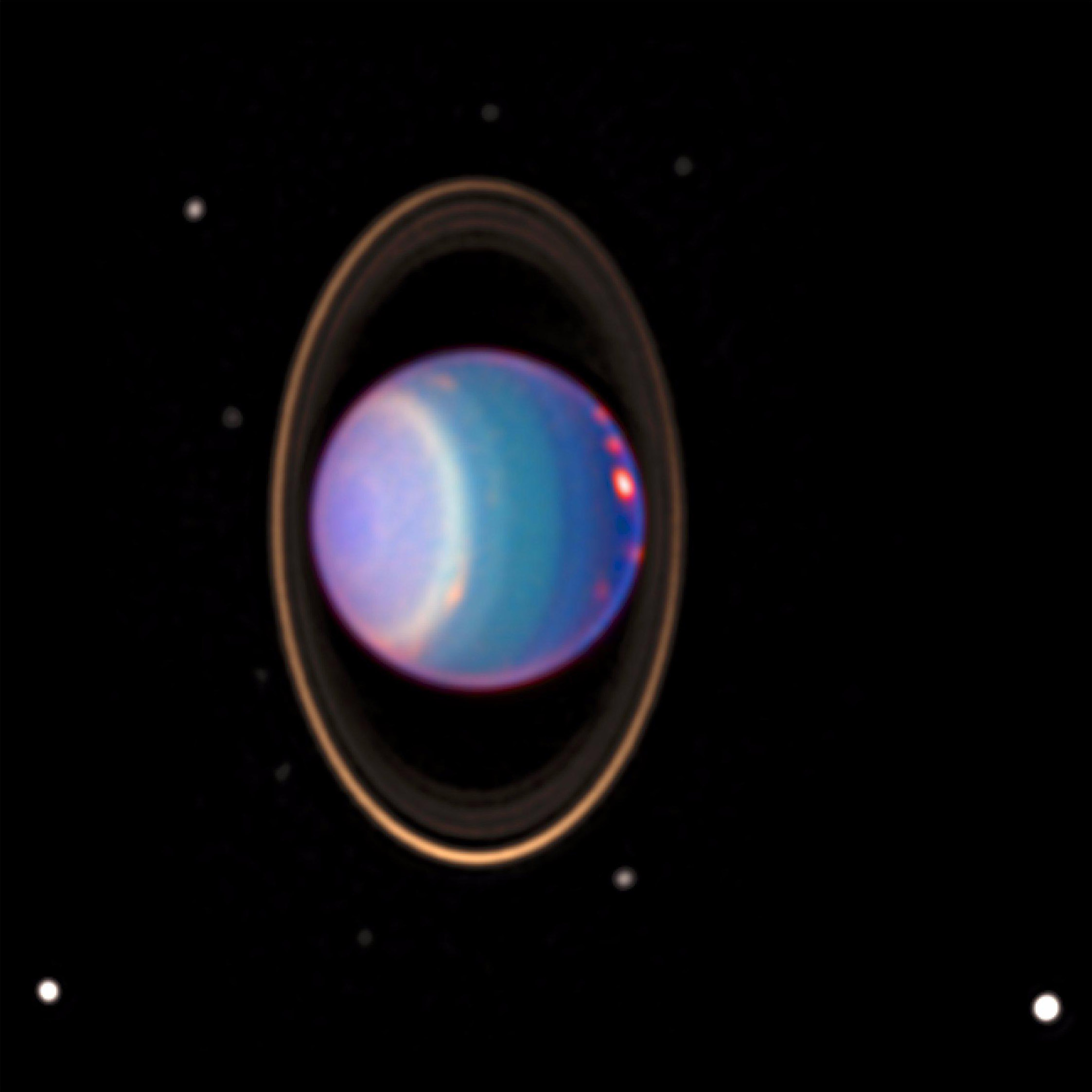
Imagen de Urano, sus anillos y alguno de sus satélites tomada por el telescopio espacial Hubble.

La primera mención al sistema anular de Urano procede de notas de William Herschel que detallan sus observaciones del planeta en el siglo XVIII, que incluyen el siguiente pasaje: «22 de febrero de 1789: Se sospecha de la existencia de un anillo». Herschel dibujó un pequeño diagrama del anillo y anotó que estaba «un poco virado al rojo». El telescopio Keck de Hawái ha confirmado que, efectivamente, este es el caso, al menos para el anillo ν. Las notas de Herschel fueron publicadas en el Royal Society Journal en 1797. No obstante, durante los dos siglos transcurridos entre 1797 y 1977 los anillos fueron mencionados en raras ocasiones, si es que lo fueron en absoluto. Esto arroja una seria duda sobre si Herschel pudo haber visto cualquier cosa de este tipo, mientras que cientos de otros astrónomos no vieron nada. Sin embargo, algunos aún afirman que Herschel realmente efectuó descripciones rigurosas del tamaño relativo del anillo ν con respecto a Urano, sus cambios a medida que Urano describe su órbita alrededor del Sol, y su color.
El descubrimiento definitivo de los anillos de Urano fue efectuado por los astrónomos James L. Elliot, Edward W. Dunham, y Douglas J. Mink el 10 de marzo de 1977 gracias al Kuiper Airborne Observatory, y fue de forma casual. Planeaban utilizar la ocultación de la estrella SAO 158687 por Urano para estudiar la atmósfera del planeta. No obstante, cuando analizaron sus observaciones, encontraron que la estrella desaparecía brevemente de la vista cinco veces antes y después de ser eclipsada por el planeta. De esta observación dedujeron la presencia de un sistema de anillos estrechos. Los cinco eventos de ocultación se nombraron con las letras griegas α, β, γ, δ y ε en sus publicaciones. Desde entonces se les designa de esta forma. Posteriormente encontraron algunos más: Uno de ellos entre los anillos β y γ, y tres en el interior del anillo α. Al primero se le dio el nombre de anillo η. Los últimos recibieron el nombre de 4, 5 y 6 —de acuerdo con la numeración de eventos de ocultación descritos en una publicación. El sistema anular de Urano fue el segundo en ser descubierto en el sistema solar tras el de Saturno.
Los anillos fueron investigados a fondo durante el sobrevuelo de Urano por la sonda espacial Voyager 2 en enero de 1986. Dos nuevos anillos brillantes, λ y 1986U2R, fueron descubiertos elevando el número total de los conocidos en ese momento a 11. Se estudiaron los anillos analizando los resultados de ocultaciones ópticas, de radio y ultravioleta. La Voyager 2 observó los anillos en diferentes geometrías con respecto al sol, produciendo imágenes con iluminación frontal, trasera y lateral. El análisis de estas imágenes permitió la derivación de la función de fase y del albedo geométrico y ligado de las partículas anulares. Se resolvieron dos anillos, el ε y el η, que revelaron una complicada y fina estructura. El análisis de las imágenes de la Voyager también llevaron al descubrimiento de 10 satélites interiores de Urano, incluyendo los dos satélites pastores del anillo ε, Cordelia y Ofelia.
El telescopio espacial Hubble detectó un par de anillos adicionales no observados con anterioridad entre 2003–2005, elevando su número a 13. El descubrimiento de estos anillos exteriores ha doblado la longitud conocida del radio de este sistema de anillos. El Hubble también ha tomado por primera vez imágenes de dos pequeños satélites, uno de los cuales, Mab, comparte su órbita con el anillo más externo recientemente descubierto.

## Propiedades generales

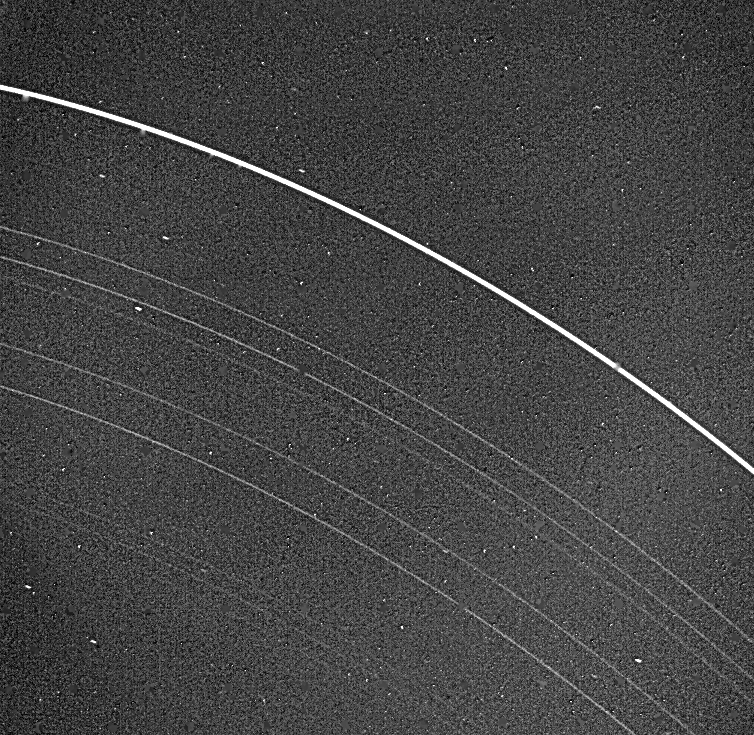
Anillos interiores de Urano. El anillo externo brillante es el épsilon. Se pueden observar otros ocho anillos.

Con los conocimientos actuales, el sistema anular de Urano consta de trece anillos distintos. En orden creciente de distancia desde el planeta serían: 1986U2R/ζ, 6, 5, 4, α, β, η, γ, δ, λ, ε, ν y μ. Se pueden dividir en tres grupos: nueve anillos estrechos principales (6, 5, 4, α, β, η, γ, δ, ε), dos anillos de polvo (1986U2R/ζ, λ) y dos exteriores (μ, ν). Los anillos de Urano se componen principalmente de partículas macroscópicas y poco polvo, aunque se constata su presencia en los anillos 1986U2R/ζ, η, δ, λ, ν y μ. Además de estos anillos bien conocidos, podría haber numerosas bandas de polvo ópticamente delgadas y anillos muy débiles entre ellas. Estos anillos y las bandas de polvo existen sólo de forma temporal o consisten en un número de arcos separados que se detectan ocasionalmente durante eventos de ocultación. Algunos de ellos se revelaron durante el cambio de plano de los anillos que tuvo lugar en 2007. La apariencia de los anillos varía en función de la geometría de iluminación de los mismos. La Voyager 2 observó bandas de polvo cuando los anillos estaban iluminados frontalmente. Todos los anillos mostraron variaciones en el brillo acimutal.
Los anillos están compuestos por un material extremadamente oscuro. El albedo geométrico de las partículas del anillo no excede el 5-6 %, mientras que el albedo de Bond es incluso menor —aproximadamente un 2 %—. Las partículas anulares mostraron un fuerte y súbito aumento de la oposición cuando el ángulo de fase es próximo a cero. Esto significa que su albedo es mucho más bajo cuando se observa ligeramente fuera de la oposición. Los anillos son ligeramente rojizos en los cortes ultravioleta y visible del espectro y grises en el infrarrojo cercano. No muestran rasgos espectrales identificables. La composición química de las partículas de los anillos es desconocida. No obstante no pueden ser de hielo de agua pura, como los anillos de Saturno, porque son demasiado oscuras, incluso más que los satélites de Urano. Esto indica que probablemente están compuestos por una mezcla de hielo y material oscuro. La naturaleza de este material no está clara, pero podrían ser compuestos orgánicos considerablemente oscurecidos por la irradiación de partículas cargadas procedentes de la magnetosfera de Urano. En este sentido podrían ser un material fuertemente procesado que inicialmente sería similar al de las lunas interiores.
Globalmente, el sistema de anillos de Urano es diferente de los sistemas anulares de Júpiter y Saturno, en el que alguno de sus anillos está compuesto por materiales muy brillantes —hielo de agua—. No obstante, se observan algunas similitudes con este último. El anillo F de Saturno y el anillo ε son ambos estrechos, relativamente oscuros y están «pastoreados» por un par de satélites. Los anillos externos de Urano, recientemente descubiertos, son parecidos a los anillos externos G y E de Saturno. Los pequeños anillos que existen en los anillos anchos de Saturno también se asemejan a los anillos estrechos de Urano. Además, las bandas de polvo que se observan entre los anillos principales de Urano serían similares a los anillos de Júpiter. En cambio, el sistema anular de Neptuno es bastante similar al de Urano, aunque es menos complejo, es más oscuro y contiene más polvo. Los anillos de Neptuno se localizan también más lejos de su planeta.

## Anillos estrechos principales

### Anillo ε

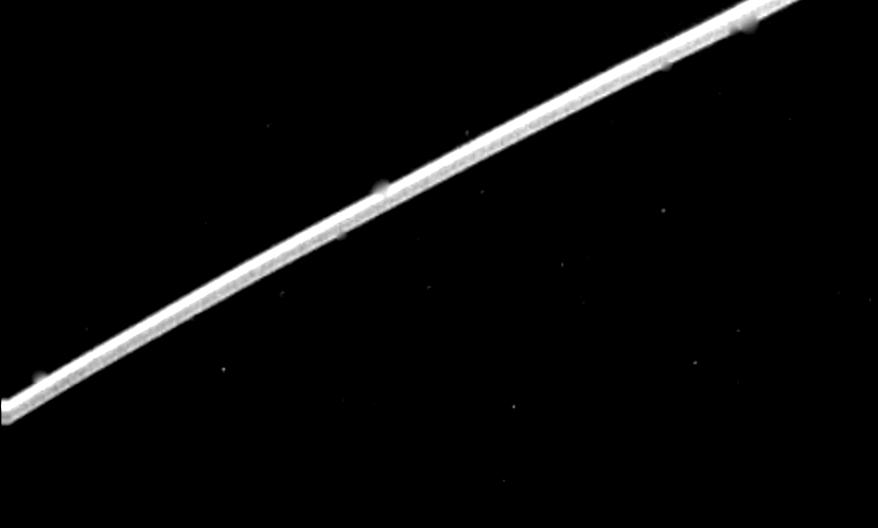
Aproximación al anillo ε de Urano.

El anillo ε es el más brillante y denso de todo el sistema, y es el responsable de aproximadamente dos tercios de la luz reflejada por los anillos. Aunque es el más excéntrico de los anillos de Urano, tiene una inclinación orbital despreciable. La excentricidad del anillo produce una variación de su brillo en el curso de su órbita. El brillo integrado del anillo ε es mayor cerca de la apoápside y menor cuando está próximo a la periápside. La razón del máximo al mínimo valor del brillo es de aproximadamente 2.5-3.0. Estas variaciones están conectadas con variaciones en la anchura del anillo que es de 19.7 km en periápside y 96.4 km en apoápside. A medida que el anillo se ensancha, la cantidad de sombra entre las partículas se hace menor y cada vez más de ellas se hacen visibles, lo que produce un aumento del brillo integrado. Las variaciones en la anchura fueron medidas directamente a partir de imágenes del Voyager 2, puesto que el anillo ε fue uno de los dos únicos anillos resueltos ópticamente por las cámaras del Voyager. Tal comportamiento indica que el anillo no es ópticamente estrecho. De hecho, las observaciones de ocultación dirigidas desde tierra y la sonda espacial mostraron que su profundidad óptica normal varía entre 0.5 y 2.5, siendo mayor cerca del periápside. La profundidad equivalente del anillo ε es de unos 47 km y es invariante durante toda la órbita.

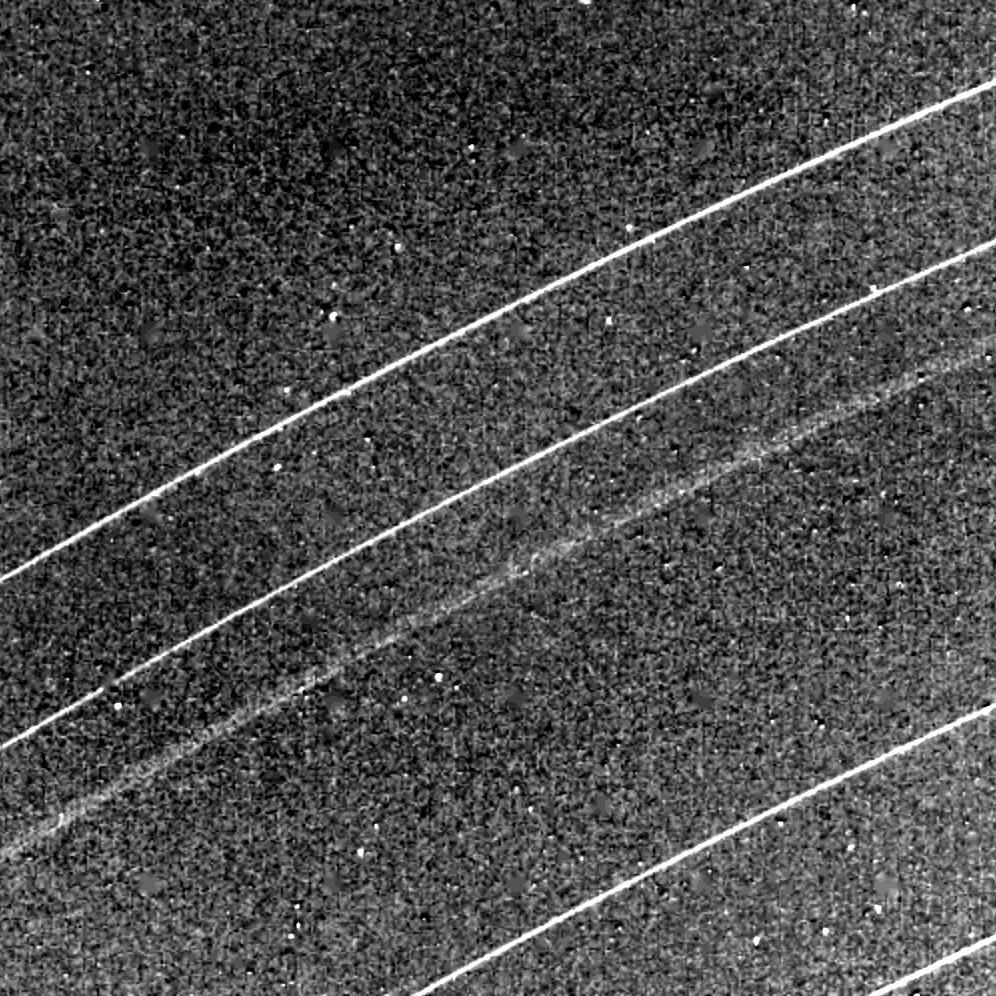
Aproximación de los anillos (de arriba a abajo) δ, γ, η, β y α de Urano. El anillo η muestra el componente ancho ópticamente estrecho.

El espesor geométrico del anillo ε no se conoce con precisión, aunque el anillo es con certeza muy estrecho −150 m para algunas estimaciones. A pesar de esta estrechez, está compuesto por varias capas de partículas. El anillo ε es un lugar muy poblado, con un coeficiente de ocupación cerca de la apoápsise estimado por diferentes fuentes entre 0.01-0.06. El tamaño medio de las partículas del anillo es de 0.2‑20.0 m, y la separación media es de 4.5 veces su radio. El anillo prácticamente carece de polvo, posiblemente debido a la resistencia aerodinámica de la extensión de la corona atmosférica de Urano. Debido a la delgadez extrema de su constitución, el anillo ε desaparece cuando se ve de canto. Esto sucedió en 2007 cuando se produjo un cambio de plano del anillo.
La Voyager 2 observó una extraña señal procedente del anillo durante un experimento de ocultación de radio. La señal pareció ser una fuerte intensificación de la luz reflejada en iluminación frontal en la longitud de onda de 3.6 cm cerca de la apoápside del anillo. Un incremento tan fuerte precisa de la existencia de una estructura coherente. Esta circunstancia ha sido confirmada por muchas observaciones de ocultación. El anillo ε parece constar de algunos subanillos estrechos y ópticamente densos, algunos de los cuales tienen arcos incompletos.
El anillo ε es conocido por tener, interior y exteriormente, dos satélites pastores, Cordelia y Ofelia, respectivamente. El borde interior del anillo está en una resonancia orbital de 24:25 con Cordelia, y el borde exterior muestra una resonancia de 14:13 con Ofelia. Las masas de los satélites necesitan ser al menos tres veces la masa del anillo para confinarlos eficazmente. La masa del anillo ε se estima en aproximadamente 1016 kg.

### Anillo δ

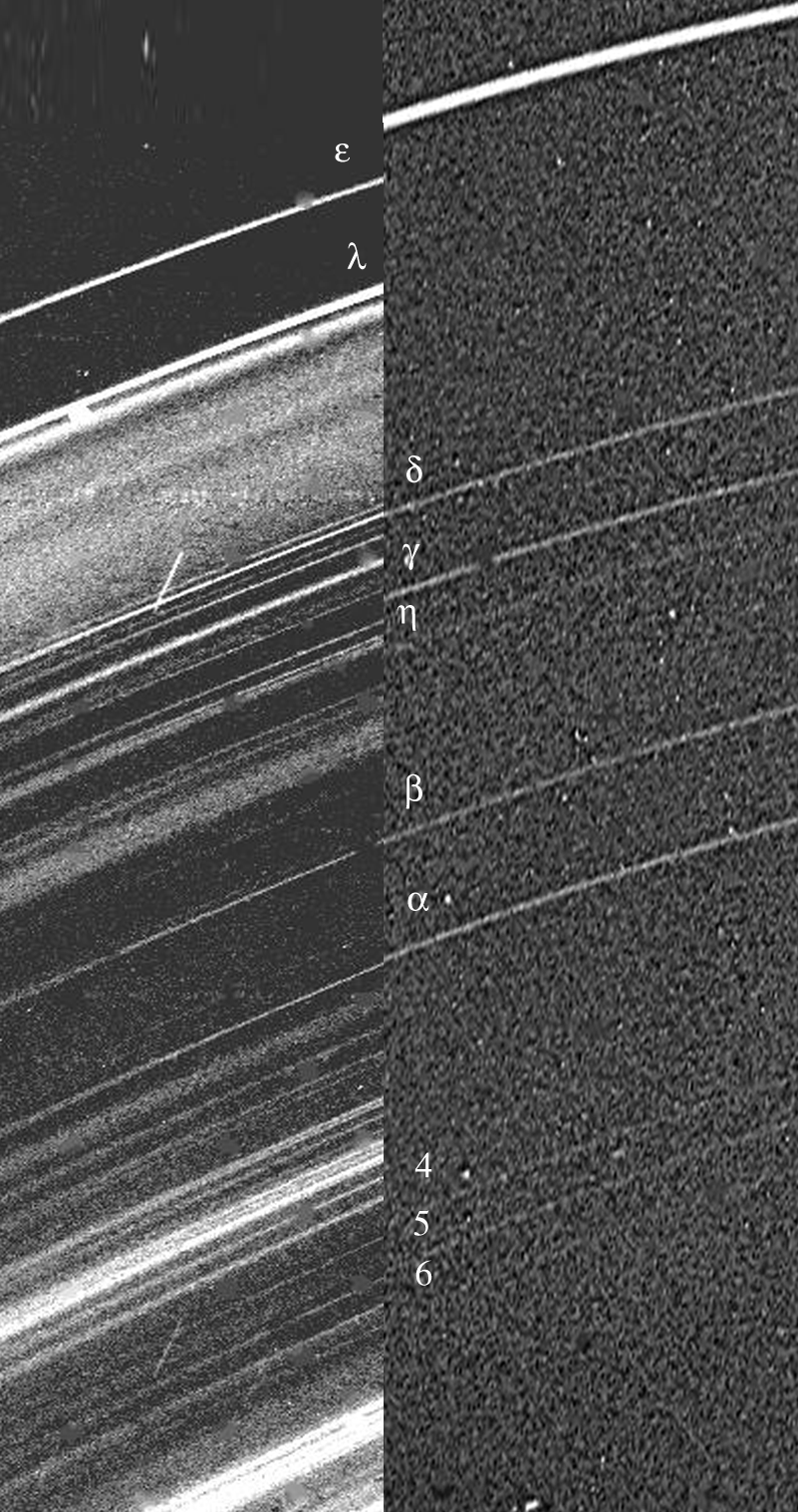
Comparación de los anillos de Urano mediante luz dispersada hacia adelante y retrodispersada. (Imágenes obtenidas por la Voyager 2 en 1986.)

El anillo δ es circular y ligeramente inclinado. Muestra variaciones acimutales no explicadas en la profundidad y anchura ópticas normales. Una posible explicación sería que el anillo tiene una estructura acimutal en forma de onda, excitada por un pequeño satélite que se encuentra justo en su interior. El borde externo afilado del anillo δ está en una resonancia de 23:22 con Cordelia. Este anillo consta de dos componentes: un componente estrecho ópticamente denso y un ancho hombro interno con una baja profundidad óptica. La anchura del componente estrecho es de 4.1-6.1 km y la profundidad equivalente es de 2.2 km, que corresponde a una profundidad óptica normal de 0.3-0.6. El componente ancho del anillo es de unos 10-12 km de anchura y su profundidad equivalente está cerca de 0.3 km, indicando una profundidad óptica normal de 0.03. Esto se sabe sólo partiendo de los datos de ocultación, ya que el equipo de toma de imágenes de la Voyager 2 no pudo resolver el anillo δ. Cuando se observó en iluminación frontal por la Voyager 2, el anillo δ aparecía relativamente brillante, lo cual es compatible con la presencia de polvo en su componente ancho. Este es geométricamente más espeso que el componente estrecho. Esto está probado por las observaciones del cambio del plano de los anillos en 2007, cuando el anillo δ incrementó su brillo, lo cual es consistente con el comportamiento de un anillo que es a la vez geométricamente espeso y ópticamente estrecho.

### Anillo γ
El anillo γ es estrecho, ópticamente denso y ligeramente excéntrico. Su inclinación orbital es prácticamente cero. La anchura del anillo varía dentro del rango de los 3.6-4.7 km, aunque la profundidad óptica equivalente es constante en 3.3 km. La profundidad óptica normal del anillo γ es 0.7-0.9. Durante el cambio de plano del sistema de anillos en 2007 el anillo γ desapareció, lo que significa que es geométricamente estrecho, como el anillo ε, y carente de polvo. La anchura y profundidad óptica normales del anillo γ muestran variaciones acimutales significativas. El mecanismo de confinamiento de un anillo tan estrecho se desconoce, pero se ha observado que el borde interno afilado está en una resonancia de 6:5 con Ofelia.

### Anillo η
El anillo η tiene una excentricidad e inclinación orbitales nulas. Como el anillo δ, consta de dos componentes: un componente estrecho ópticamente denso y un hombro exterior ancho con baja profundidad óptica. La anchura del componente estrecho es de 1.9-2.7 km y la profundidad equivalente es de 0.42 km, lo cual corresponde con la profundidad normal de 0.16-0.25. El componente ancho es de 40 km de anchura y su profundidad equivalente está próxima a 0.85 km, lo cual indica una baja profundidad óptica normal, de 0.02. Fue resuelto en las imágenes del Voyager 2. Con iluminación frontal, el anillo η aparecía brillante, lo que indicaba la presencia de una considerable cantidad de polvo en este anillo, probablemente en el componente ancho. Este componente es geométricamente más espeso que el estrecho. Esta conclusión se demostró en el cambio de plano de los anillos en 2007, en el que el anillo η mostró un incremento del brillo, siendo el segundo rasgo más brillante del sistema anular. Esto es consistente con el comportamiento de un anillo geométricamente espeso y al mismo tiempo ópticamente delgado. Como la mayoría de los demás anillos, muestra variaciones acimutales significativas con la profundidad y anchura óptica normales. El componente estrecho incluso desaparece en algunos lugares.

### Anillos α y β
Tras el anillo ε, los anillos α y β son los más brillantes entre los anillos de Urano. Como el anillo ε muestra variaciones regulares en brillo y anchura. Son más brillantes y anchos a 30° a partir de la apoápside y más tenues y estrechos a 30° de la periápside. Los anillos α y β tienen una excentricidad orbital medible y una inclinación de cierta consideración. Las anchuras de estos anillos son 4.8-10 km y 6.1-11.4 km, respectivamente. Las profundidades ópticas equivalentes son de 3.29 km y 2.14 km, lo cual produce unas profundidades ópticas normales de 0.3-0.7 y 0.2-0.35, respectivamente. Durante el cambio del plano del sistema anular en 2007 los anillos desaparecieron, lo que indica que son geométricamente estrechos, como el anillo ε, y carentes de polvo. No obstante, el mismo evento reveló una banda ancha y ópticamente estrecha justo fuera del anillo β, que ya había sido observada anteriormente por la Voyager 2. Las masas de ambos anillos se han estimado en 5 x 1015 kg (ambos), la mitad de la masa del anillo ε.

### Anillos 6, 5 y 4
Los anillos 6, 5 y 4 son los más internos y tenues de entre los anillos estrechos de Urano. Son los más inclinados, y sus excentricidades orbitales exceden con creces la del anillo ε. De hecho, sus inclinaciones (0.06°, 0.05° y 0.03°) fueron lo suficientemente grandes para que el Voyager 2 observara su elevación sobre el plano ecuatorial de Urano, que fue de 24-46 km. Los anillos 6, 5 y 4 también son los anillos más estrechos de Urano, midiendo 1.6-2.2 km, 1.9-4.9 km y 2.4-4.4 km de ancho, respectivamente. sus profundidades equivalentes son de 0.41 km, 0.91 km y 0.71 km lo que produce una profundidad óptica normal de 0.18-0.25, 0.18-0.48 y 0.16-0.3. No fueron visibles durante el cambio de plano de los anillos en 2007 debido a su estrechez y carencia de polvo.

## Anillos de polvo

### Anillo λ

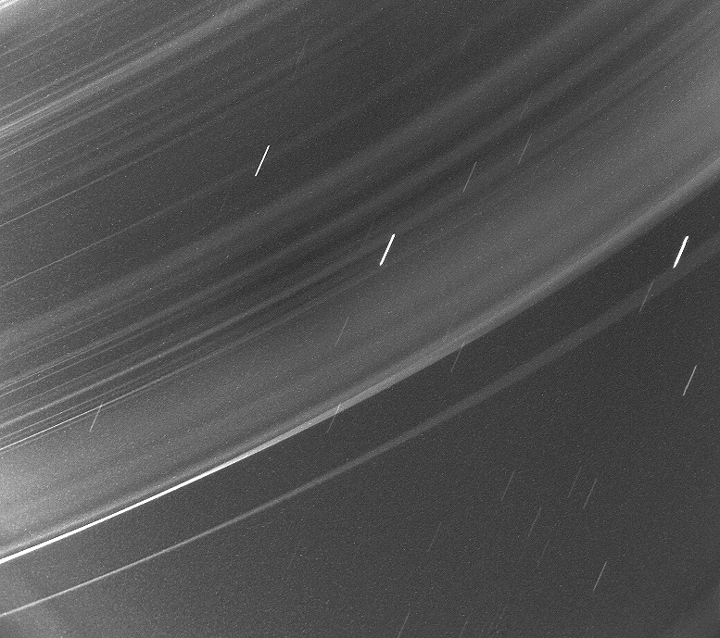
Una imagen de larga exposición, tomada con un ángulo de fase elevado por la Voyager 2 de los anillos interiores. Con la técnica de dispersión hacia delante, se pueden ver líneas de polvo no visibles en otras imágenes, además de los señalados anillos.

El anillo λ fue uno de los descubiertos por la Voyager 2 en 1986. Es un anillo estrecho y brillante localizado en el interior del anillo ε entre éste y el satélite Cordelia. Este satélite va en realidad limpiando un carril oscuro dentro del anillo λ. Cuando se ve en iluminación trasera, el anillo λ es extremadamente estrecho; aproximadamente 1-2 km— y tiene una profundidad óptica equivalente de 0.1-0.2 km a la longitud de onda de 2.2 μm. La profundidad óptica normal es de 0.1-0.2. La profundidad óptica del anillo λ muestra una fuerte dependencia de longitud de onda, lo que es atípico dentro del sistema anular de Urano. La profundidad equivalente es tan grande como 0.36 km en la parte ultravioleta del espectro, lo que explica porqué el anillo λ fue inicialmente detectado en ocultaciones estelares bajo ultravioleta por el Voyager 2. La detección durante la ocultación estelar en la longitud de onda de 2.2 μm fue únicamente anunciada en 1996.
La apariencia del anillo λ cambió drásticamente cuando se observó en iluminación frontal en 1986. Bajo esta geometría el anillo se hace el rasgo más brillante del sistema anular de Urano, brillando más que el anillo ε. Esta observación, junto con la dependencia de longitud de onda de la profundidad óptica, indica que el anillo λ contiene cantidades significativas de polvo de tamaño micrométrico. La profundidad óptica normal de este polvo es 10–4-10–3. Las observaciones llevadas a cabo en 2007 por el telescopio Keck durante el cambio de plano de los anillos confirmaron esta conclusión, porque el anillo λ se convirtió en uno de los elementos más brillantes de su sistema anular.
El análisis detallado de las imágenes del Voyager 2 revelaron variaciones acimutales en el brillo del anillo λ. Las variaciones parecen ser periódicas, recordando a una onda estacionaria. El origen de esta estructura fina en el anillo λ sigue siendo un misterio.

### Anillo 1986U2R / ζ

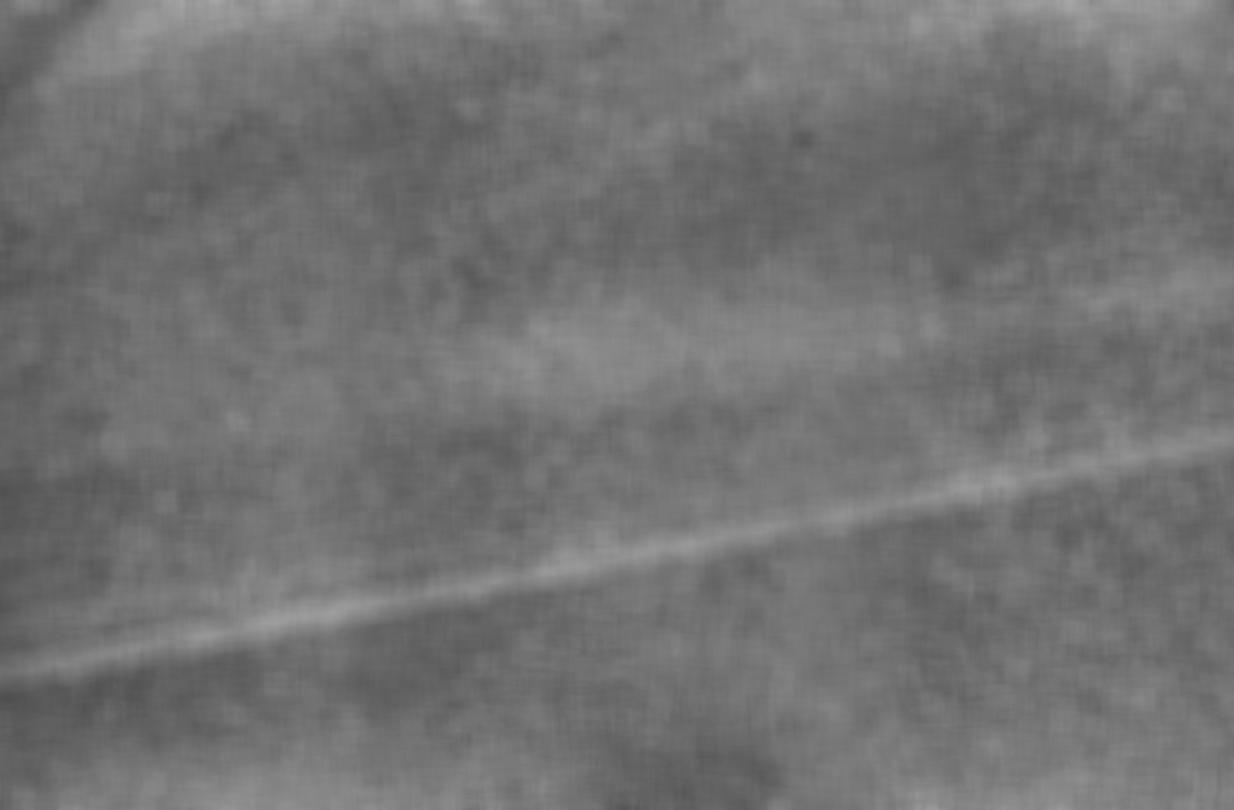
Imagen del descubrimiento del anillo 1986U2R.

En 1986 la Voyager 2 detectó una lámina de material ancho y brillante en el interior del anillo 6. A este anillo se le designó temporalmente como 1986U2R. Tenía una profundidad óptica normal de 10–3 o menos y era extremadamente brillante. De hecho, fue visible con una única imagen de la Voyager 2. El anillo se localizaba entre 37 000 y 39 500 km del centro de Urano, o sólo 12 000 km sobre las nubes. No fue observado de nuevo hasta 2003-2004, cuando el telescopio Keck encontró una lámina ancha y brillante de material justo dentro del anillo 6. A este anillo se le rebautizó como anillo ζ. No obstante la posición del recuperado anillo ζ difiere significativamente de la observada en 1986. Ahora está situado entre los 37 850 y 41 350 km del centro del planeta. Hay una extensión hacia el interior que va desapareciendo gradualmente hasta los 32 600 km.
El anillo ζ se observó de nuevo durante el evento de cambio de plano de los anillos en 2007 cuando se convirtió en el elemento más brillante del sistema anular, brillando más que todos los demás juntos. La profundidad óptica equivalente de este anillo es de cerca de 1 km (0.6 km para la extensión interior), mientras que la profundidad óptica normal nuevamente es de menos de 10–3. Las apariencias tan diferentes de los anillos 1986U2R y ζ pueden estar producidas por diferentes geometrías de iluminación: la geometría retroiluminada de 2003-2007 y la geometría de iluminación lateral de 1986. No obstante, no puede descartarse como causa los cambios de los pasados 20 años en la distribución del polvo, que se piensa que predominan en el anillo.

### Otras bandas de polvo
Además de los anillos 1986U2R/ζ y λ, existen otras bandas de polvo extremadamente brillantes en el sistema anular de Urano. Se hacen invisibles en las ocultaciones porque tienen una profundidad óptica despreciable, aunque son brillantes en iluminación frontal. Las imágenes de la Voyager 2' de esta geometría revelaron la existencia de bandas de polvo brillantes entre los anillos λ y δ, entre los anillos η y β, y entre los anillos α y 4. Muchas de estas bandas fueron detectadas nuevamente en 2003-2004 por el Telescopio Keck y en el transcurso del cambio de plano de los anillos de 2007 incluso en iluminación trasera, pero sus localizaciones precisas y su brillo relativo fueron diferentes que durante las observaciones de la Voyager. La profundidad óptica normal de las bandas de polvo eran de 10–5 o menos. Se piensa que la distribución del tamaño de partícula obedece a una ley potencial T con el coeficiente p = 2.5 ± 0.5.

## Sistema anular exterior

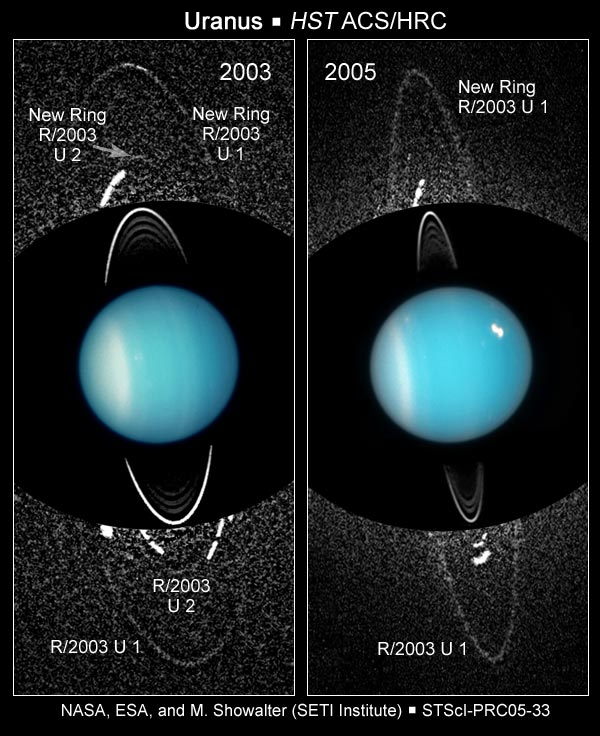
Los anillos μ y ν de Urano (R/2003 U1 y U2) en el telescopio espacial Hubble, 2005.

En 2003–2005, el telescopio espacial Hubble detectó un par de anillos previamente desconocidos, que ahora se conocen como sistema anular exterior, que elevaron el número de anillos conocidos de Urano a 13. Estos anillos fueron posteriormente bautizados como anillos μ y ν. El anillo μ es el más externo de los dos, y está a dos veces más lejos del planeta que el brillante anillo η. Los anillos externos difieren de los anillos estrechos interno en varias cosas: Son anchos, 17 000  y 3800 km de ancho respectivamente, y muy débiles. Sus profundidades ópticas normales son de 8.5 × 10–6 y 5.4 × 10–6, respectivamente. Las profundidades ópticas equivalentes resultantes son 0.14 km y 0.012 km. Los anillos tienen perfiles de brillo radial triangular.
El pico de brillo del anillo μ entra casi exactamente dentro de la órbita del pequeño satélite de Urano Mab, que probablemente es la fuente de las partículas del anillo. El anillo ν está situado entre los satélites Porcia y Rosalinda y no contiene ningún satélite en su interior. Un reanálisis de las imágenes de la Voyager 2 de iluminación frontal revela claramente los anillos μ y ν. En esta geometría los anillos son mucho más brillantes, lo que indica que contienen partículas de polvo de tamaño micrométrico. Los anillos externos de Urano pueden ser similares a los anillos. El anillo G también carece de cualquier fuente observable de cuerpos, mientras que el anillo E es extremadamente ancho y recibe polvo de Encélado.
El anillo μ podría componerse completamente de polvo, sin ninguna partícula grande en absoluto. Esta hipótesis parece apoyarse en observaciones del telescopio Keck, que no pudo detectar el anillo μ en el infrarrojo cercano a 2.2 μm, pero detectó el anillo ν. Esta falta de detección significa que el anillo μ es de color azul, lo que a su vez significa que el polvo muy pequeño (micrométrico) predomina en su interior. El polvo podría estar hecho de hielo de agua. Por el contrario, el anillo ν es de color ligeramente rojizo.

## Dinámica y origen

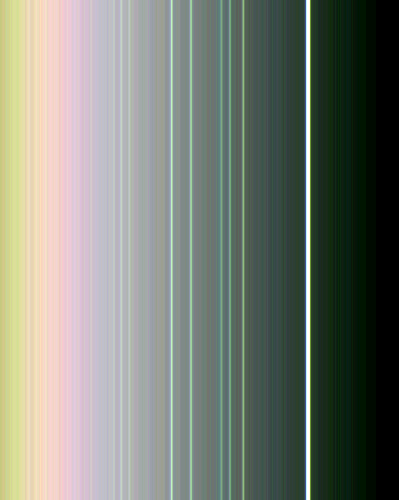
Un esquema con color intensificado de los anillos interiores derivado de las imágenes del Voyager 2.

Un problema destacado en lo respectivo a la física que gobierna los anillos estrechos de Urano es su confinamiento. Sin un mecanismo para mantener juntas sus partículas, los anillos se dispersarían pronto de forma radial. El tiempo de vida de los anillos de Urano sin este mecanismo no podría ser mayor de 1 millón de años. El modelo más ampliamente citado para este confinamiento, propuesto inicialmente por Goldreich y Tremaine, consiste en que un par de satélites pastores próximos, interno y externo, actúan gravitacionalmente con el anillo y también como sumideros y donantes de momento angular por exceso y por defecto respectivamente. Los satélites mantienen de ese modo las partículas del anillo en su lugar, pero al mismo tiempo se van separando del anillo. Para que sean eficaces, las masas de ambas pastoras deben exceder la del anillo por un factor de al menos dos o tres. Este mecanismo es el que opera al menos en el caso del anillo ε, en el que Cordelia y Ofelia sirven como pastores. Cordelia es también el pastor exterior del anillo δ, y Ofelia es el pastor exterior del anillo γ. No obstante, no se conoce ningún satélite mayor de 10 km en la vecindad de otros anillos. La distancia actual de Cordelia y Ofelia del anillo ε se puede utilizar para estimar la edad del mismo. Los cálculos muestran que el anillo ε no puede tener más de 600 millones de años.
Como los anillos de Urano parecen ser jóvenes, deben de ser continuamente renovados por fragmentación por colisiones de cuerpos mayores. Las estimaciones muestran que el tiempo de vida contra la disrupción por colisión de un satélite con el tamaño de Puck es de unos pocos miles de millones de años. El tiempo de vida de un satélite menor es mucho más corto. Por tanto, todas las lunas internas y anillos actuales deben ser producto de la disrupción de varios satélites del tamaño de Puck durante los últimos 4500 millones de años. Cada una de estas disrupciones habría comenzado una cascada de colisiones que rápidamente disgregaron los cuerpos grandes en partículas mucho más pequeñas, incluyendo polvo. Eventualmente la mayoría de la masa se perdería, y las partículas sobrevivirían sólo en las posiciones en las que serían estabilizadas por resonancia y pastoreo. El producto final de esta evolución disruptiva sería un sistema de anillos estrechos. No obstante, algunos satélites menores aún quedarían dentro de los anillos en el presente. El tamaño máximo de tales satélites sería probablemente de alrededor de 10 km.
El origen de las bandas de polvo es menos problemático. El polvo tiene un periodo de vida muy corto, de 100-1000 años, y debe ser continuamente repuesto por colisiones entre partículas mayores, pequeños satélites y meteoroides externos al sistema de Urano. Los cinturones de satélites menores donantes y las partículas son invisibles debido a su baja profundidad óptica, mientras que el polvo se muestra en iluminación frontal. Se espera que los anillos principales estrechos y los cinturones de satélites menores que crearon las bandas de polvo difieran en tamaño de partícula y distribución. Los anillos principales lo integran cuerpos de tamaño de entre un centímetro y un metro. Tal distribución incrementa el área de la superficie del material de los anillos, conduciendo a una elevada densidad óptica en retroiluminación. En cambio, las bandas de polvo tienen relativamente pocas partículas de gran tamaño, lo que produce una profundidad óptica menor.

## Lista de propiedades
Esta tabla resume las propiedades del sistema anular de Urano.
| Nombre  | Radio (km)     | Anchura (km) | Prof. Eq. (km) | Prof Opt.N | Espesor (m) | Ecc.       | Incl.(°) | Notas                                                    |
| ζcc     | 26 840‑34 890  | 8000         | 0.8            | ~ 10–4     | ?           | ?          | ?        | Extensión interna del anillo ζc                          |
| ζc      | 32 000-37 850  | 3500         | 0.6            | ~ 10–4     | ?           | ?          | ?        | Extensión interna del anillo ζ                           |
| 1986U2R | 37 000-39 500  | 2500         | ?              | < 10–3     | ?           | ?          | ?        | Anillo brillante de polvo                                |
| ζ       | 37 850-41 350  | 3500         | 1              | < 10–3     | ?           | ?          | ?        |                                                          |
| 6       | 41 837         | 1.6-2.2      | 0.41           | 0.18-0.25  | ?           | 1.0 × 10‑3 | 0.062    |                                                          |
| 5       | 42 234         | 1.9-4.9      | 0.91           | 0.18-0.48  | ?           | 1.9 × 10‑3 | 0.054    |                                                          |
| 4       | 42 570         | 2.4-4.4      | 0.71           | 0.16-0.30  | ?           | 1.1 × 10‑3 | 0.032    |                                                          |
| α       | 44 718         | 4.8-10.0     | 3.39           | 0.3-0.7    | ?           | 0.8 × 10‑3 | 0.015    |                                                          |
| β       | 45 661         | 6.1-11.4     | 2.14           | 0.20-0.35  | ?           | 0.4 × 10‑3 | 0.005    |                                                          |
| η       | 47 175         | 1.9-2.7      | 0.42           | 0.16-0.25  | ?           | 0          | 0.001    |                                                          |
| ηc      | 47 176         | 40           | 0.85           | 2 × 10–2   | ?           | 0          | 0.001    | Componente ancho externo del anillo η                    |
| γ       | 47 627         | 3.6-4.7      | 3.3            | 0.7-0.9    | 150?        | 0.1 × 10‑3 | 0.002    |                                                          |
| δc      | 48 300         | 10-12        | 0.3            | 3 × 10–2   | ?           | 0          | 0.001    | Componente ancho interno del anillo δ                    |
| δ       | 48 300         | 4.1-6.1      | 2.2            | 0.3-0.6    | ?           | 0          | 0.001    |                                                          |
| λ       | 50 023         | 1-2          | 0.2            | 0.1-0.2    | ?           | 0?         | 0?       | Anillo de polvo brillante                                |
| ε       | 51 149         | 19.7-96.4    | 47             | 0.5-2.5    | 150?        | 7.9 × 10‑3 | 0        | Pastoreado por Cordelia y Ofelia                         |
| ν       | 66 100‑69 900  | 3800         | 0.012          | 5.4 × 10–6 | ?           | ?          | ?        | Entre Porcia y Rosalinda, pico de brillo a los 67 300 km |
| μ       | 86 000‑103 000 | 17 000       | 0.14           | 8.5 × 10–6 | ?           | ?          | ?        | Junto a Mab, pico de brillo a los 97 700 km              |